# Volvo Ocean Race de 2011-12
A Volvo Ocean Race de 2011-2012 foi a 11° edição da regata de volta ao mundo da Volvo Ocean Race. Iniciada em 29 de Setembro de 2011, em Alicante, Espanha com uma regata in-port, e com término em 7 de Julho de 2015, em Galway, Irlanda. A regata contou com nove corridas, em dez portos distintos, percorrendo 39,270 NM (milhas náuticas). O campeão foi o Groupama Sailing Team, com o barco Groupama 4.

## Modelo
O Modelo de embarcação desta edição foi o Volvo Ocean 70 desenhado pelo Farr Yacht Design, Juan Kouyoumdjian e Botin Partners.

## Participantes
6 Times começaram e finalizaram as corridas. 
| Times & Barco                                            | País & Modelo | Design            | Construtor            | Capitão         | Foto |
| -------------------------------------------------------- | ------------- | ----------------- | --------------------- | --------------- | ---- |
| Puma Ocean Racing & Berg Propulsion Mar Mostro           | USA15         | Juan Kouyoumdjian | New England Boatworks | Ken Read        |      |
| Camper com Emirados Time Nova Zelândia Camper Lifelovers | Nova Zelândia | Botin Partners    | Cookson Boatbuilders  | Chris Nicholson |      |
| Team Telefónica Telefónica                               | ESP1          | Juan Kouyoumdjian | King Marine           | Iker Martinez   |      |
| Groupama Sailing Team Groupama 4                         | FRA17         | Juan Kouyoumdjian | Multiplast            | Franck Cammas   |      |
| Abu Dhabi Ocean Racing Azzam                             | UAE1          | Farr Yacht Design | Persico               | Ian Walker      |      |
| Team Sanya Sanya Lan (formerly Telefónica Blue)          | CHN99         | Farr Yacht Design | King Marine           | Mike Sanderson  |      |

### Calendário
| Evento              | Start Data          | Finish Data         | Começo              | Final               | Distancia           | Pontos    | Pontos | Pontos   | Pontos  | Pontos  | Pontos     |
| Evento              | Start Data          | Finish Data         | Começo              | Final               | Distancia           | Abu Dhabi | Camper | Groupama | Puma    | Sanya   | Telefónica |
| ------------------- | ------------------- | ------------------- | ------------------- | ------------------- | ------------------- | --------- | ------ | -------- | ------- | ------- | ---------- |
| In-Port Race        | 29 Outubro 2011     | 29 Outubro 2011     | Alicante            | Alicante            | Alicante            | 6         | 4      | 2        | 5       | 3       | 1          |
| Regata 1            | 5 Novembro 2011     | 25 Novembro 2011    | Alicante            | Cidade do Cabo      | 6,500nmi            | 0 (DNF)   | 25     | 20       | 0 (DNF) | 0 (DNF) | 30         |
| In-Port Race        | 10 Dezembro 2011    | 10 Dezembro 2011    | Cidade do Cabo      | Cidade do Cabo      | Cidade do Cabo      | 3         | 5      | 2        | 4       | 1       | 6          |
| Regata 2            | 11 Dezembro 2011    | 4 Janeiro 2012      | Cidade do Cabo      | Malé                | 5,430nmi            | 8         | 20     | 12       | 16      | 4       | 24         |
| Regata 2            | 11 Dezembro 2011    | 4 Janeiro 2012      | Sharjah             | Abu Dhabi           | 5,430nmi            | 2         | 4      | 6        | 3       | 1       | 5          |
| In-Port Race        | 13 Janeiro 2012     | 13 Janeiro 2012     | Abu Dhabi           | Abu Dhabi           | Abu Dhabi           | 6         | 4      | 5        | 3       | 2       | 2          |
| Regata 3            | 14 Janeiro 2012     | 4 Fevereiro 2012    | Abu Dhabi           | Sharjah             | 106nmi              | 6         | 2      | 4        | 5       | 1       | 3          |
| Regata 3            | 14 Janeiro 2012     | 4 Fevereiro 2012    | Malé                | Sanya               | 3,051nmi            | 8         | 16     | 20       | 12      | 4       | 24         |
| In-Port Race        | 18 Fevereiro 2012   | 18 Fevereiro 2012   | Sanya               | Sanya               | Sanya               | 4         | 3      | 2        | 5       | 1       | 6          |
| Regata 4            | 19 Fevereiro 2012   | 8 Março 2012        | Sanya               | Auckland            | 5,220nmi            | 10        | 15     | 30       | 25      | 5       | 20         |
| In-Port Race        | 17 Março 2012       | 17 Março 2012       | Auckland            | Auckland            | Auckland            | 2         | 6      | 4        | 5       | 3       | 1          |
| Regata 5            | 18 March 2012       | 4 Abril 2012        | Auckland            | Itajaí              | 6,705nmi            | 0 (DNF)   | 15     | 20       | 30      | 0 (DNF) | 25         |
| In-Port Race        | 21 Abril 2012       | 21 Abril 2012       | Itajaí              | Itajaí              | Itajaí              | 3         | 5      | 6        | 4       | 0 (DNS) | 2          |
| Regata 6            | 22 Abril 2012       | 6 Maio 2012         | Itajaí              | Miami               | 4,800nmi            | 10        | 25     | 20       | 30      | 0 (DNS) | 15         |
| In-Port Race        | 19 Maio 2012        | 19 Maio 2012        | Miami               | Miami               | Miami               | 6         | 3      | 5        | 4       | 2       | 1          |
| Regata 7            | 20 Maio 2012        | 31 Maio 2012        | Miami               | Lisboa              | 3,590nmi            | 30        | 10     | 25       | 20      | 5       | 15         |
| In-Port Race        | 9 Junho 2012        | 9 Junho 2012        | Lisboa              | Lisboa              | Lisboa              | 3         | 4      | 6        | 5       | 2       | 1          |
| Regata 8            | 10 Junho 2012       | 17 Junho 2012       | Lisboa              | Lorient             | 1,940nmi            | 15        | 25     | 30       | 20      | 5       | 10         |
| In-Port Race        | 30 Junho 2012       | 30 Junho 2012       | Lorient             | Lorient             | Lorient             | 2         | 5      | 6        | 4       | 1       | 3          |
| Regata 9            | 1 Julho 2012        | 3 Julho 2012        | Lorient             | Galway              | 485nmi              | 5         | 30     | 25       | 20      | 10      | 15         |
| In-Port Race        | 7 Julho 2012        | 7 Julho 2012        | Galway              | Galway              | Galway              | 2         | 5      | 3        | 6       | 1       | 4          |
| In-port Race Series | In-port Race Series | In-port Race Series | In-port Race Series | In-port Race Series | In-port Race Series | 37        | 44     | 41       | 45      | 16      | 27         |
| Total de Pontos     | Total de Pontos     | Total de Pontos     | Total de Pontos     | Total de Pontos     | Total de Pontos     | 131       | 231    | 253      | 226     | 51      | 213        |